# Piotr Kudlik
Piotr Kudlik (* 15. Juli 1990) ist ein polnischer Poolbillardspieler.

## Karriere
Piotr Kudlik begann 2002 mit dem Billardspielen. Bei der Junioren-Europameisterschaft 2007 gewann er die Bronzemedaille im 14/1 endlos. Im Mai 2009 erreichte er bei den German Open, bei seiner ersten Teilnahme an einem Euro-Tour-Turnier, die Runde der letzten 32, in der er mit 2:8 gegen Dimitri Jungo verlor. Im Dezember 2010 gewann er mit den dritten Plätzen in den Disziplinen 8-Ball und 10-Ball seine ersten Medaillen bei der polnischen Meisterschaft der Herren. Ein Jahr später wurde er durch einen 8:6-Finalsieg gegen seinen jüngeren Bruder Marek Kudlik Polnischer Meister im 8-Ball. Bei den Treviso Open 2014 erreichte er erstmals ein Euro-Tour-Achtelfinale und verlor dieses mit 6:9 gegen den Deutschen Kevin Becker. Im Februar 2015 nahm er zum ersten Mal an einer Weltmeisterschaft teil, der 10-Ball-WM, bei der er in der Runde der letzten 64 nur knapp mit 10:11 gegen den Taiwaner Wu Kun-lin ausschied. Bei der polnischen Meisterschaft 2015 zog er beim 8-Ball-Wettbewerb ins Finale ein und verlor dieses mit 7:8 gegen Mariusz Skoneczny.

## Erfolge
| Polnischer 8-Ball-Meister: | 2011 |

## Familie
Piotr Kudliks jüngerer Bruder Marek Kudlik ist ebenfalls Poolbillardspieler.